# لیام نیسون
ویلیام جان نیسون OBE (انگلیسی: William John Neeson؛ زادهٔ ۷ ژوئن ۱۹۵۲) بازیگر اهل ایرلند شمالی است. او در طول حرفهٔ خود افتخارات گوناگونی دریافت کرده و همچنین نامزد دریافت یک جایزهٔ اسکار، دو جایزهٔ گلدن گلوب، یک جایزهٔ آکادمی فیلم بریتانیا و دو جایزهٔ تونی بوده‌است. نیسون در سال ۲۰۲۰ از سوی آیریش تایمز در رتبهٔ هفتم فهرست ۵۰ بازیگر برتر سینمایی ایرلند قرار گرفت.
نیسون در سال ۱۹۷۶ به مدت دو سال به تئاتر لیریک پلیرز در بلفاست پیوست. او مدتی بعد در فیلم اکس‌کالیبور (۱۹۸۱) ایفای نقش کرد. او میان سال‌های ۱۹۸۲ تا ۱۹۸۷ در پنج فیلم به ایفای نقش پرداخت که از مهم‌ترین آن‌ها می‌توان به باونتی (۱۹۸۴) و مأموریت (۱۹۸۶) اشاره کرد. او سپس نقش اصلی فیلم نزدیک‌ترین خویشاوند (۱۹۸۹) را کسب کرد و برای بازی در نقش اسکار شیندلر در فیلم فهرست شیندلر (۱۹۹۳) ساختهٔ استیون اسپیلبرگ به شهرت رسید. بازی در فهرست شیندلر برایش نامزدی دریافت جایزهٔ اسکار بهترین بازیگر نقش اول مرد را به همراه داشت. او از آن هنگام در فیلم‌هایی مانند درام نل (۱۹۹۴)، حماسی تاریخی مایکل کولینز (۱۹۹۶) و بینوایان (۱۹۹۸) حضور داشته‌است. نیسون در سال ۱۹۹۹ نقش یک استاد جدای به‌نام کوای‌گان جین را در اپرای فضایی جنگ ستارگان: قسمت اول – تهدید شبح ساختهٔ جرج لوکاس ایفا کرد. لوکاس می‌گوید او «بازیگر چیره‌دستی است که سایر بازیگران او را سرمشق خود قرار می‌دهند.»
نیسون در دههٔ ۲۰۰۰ و ۲۰۱۰ در فیلم‌های گوناگونی مانند درام زندگی‌نامه‌ای کینزی (۲۰۰۴)، فیلم ابرقهرمانی بتمن آغاز می‌کند (۲۰۰۵) مجموعهٔ تریلر ربوده‌شده (۲۰۰۸–۲۰۱۴)، فیلم بقا خاکستری (۲۰۱۲) و فیلم حماسی سکوت (۲۰۱۶) ساختهٔ مارتین اسکورسیزی حضور داشته‌است. او صداپیشگی شخصیت اصلان در سه‌گانهٔ سرگذشت نارنیا (۲۰۰۵–۲۰۱۰) و صداپیشگی فیلم هیولایی فرا می‌خواند (۲۰۱۶) را نیز بر عهده داشته‌است.

## اوایل زندگی
ویلیام جان نیسون در ۷ ژوئن ۱۹۵۲ در بالیمنا، کانتی آنتریم، پسر آشپز کاترین «کیتی» نیسون (با نام خانوادگی براون) و سرپرست مدرسه ابتدایی برنارد «بارنی» نیسون متولد شد. او که کاتولیک بزرگ شد، به نام «لیام» یک کشیش محلی نام گرفت. او که سومین فرزند خانواده است، سه خواهر به نام‌های الیزابت، برنادت و روزلین دارد. او از سال ۱۹۶۳ تا ۱۹۶۷ در کالج سنت پاتریک، بالیمنا شرکت کرد و بعداً اشاره کرد که عشق او به نمایش در این مدرسه شروع شد.
او بیان کرده‌است که بزرگ شدن به عنوان یک کاتولیک در یک شهر عمدتاً پروتستان او را محتاط کرده‌است، و یک بار گفت که در آنجا احساس می‌کند «شهروند درجه دوم» باشد، اما همچنین گفته‌است که هرگز به او احساس «حقارت یا حتی متفاوت بودن»، در کالج فنی شهر که عمدتاً پروتستان هستند، داده نشده‌است. نیسون دربارهٔ نحوه تربیتش گفته‌است: «تصور این که من یک پیشینهٔ رنگارنگ ایرلندی سرکش و پر سر و صدا داشته باشم… اما واقعیت‌ها بسیار خاکستری‌تر بودند. ایرلندی، بله. اما تمام آن چیزهای ملی‌گرایانه، گریه‌کردن به گینس و خواندن ترانه‌های شورشی - هرگز برای من نبود.» او تا زمانی که از اعتراضات دانشجویان پس از یکشنبه خونین، کشتاری که در دری، در سال ۱۹۷۲، در جریان درگیری‌های ایرلند شمالی رخ داد، خود را «بی ارتباط» با سیاست و تاریخ ایرلند شمالی توصیف می‌کرد. این تجربه او را تشویق کرد تا تاریخ محلی را بیشتر بیاموزد. او در مصاحبه ای در سال ۲۰۰۹ گفت: «من هرگز از فکر کردن به [مشکلات] دست نمی‌کشم. من دختر و پسری را می‌شناسم که مرتکب خشونت و قربانی شده‌اند. پروتستان‌ها و کاتولیک‌ها. این بخشی از دی‌ان‌ای من است.»
در سن نه سالگی، نیسون درس‌های بوکس را در کلوپ جوانان آل سینتس شروع کرد و سپس تعدادی از عناوین منطقه‌ای را به دست آورد و در ۱۷ سالگی به آن پایان داد. او در دوران نوجوانی در تولیدات مدرسه ایفای نقش می‌کرد. علاقهٔ او به بازیگری و تصمیم برای بازیگر شدن نیز تحت تأثیر ایان پیزلی، بنیانگذار حزب اتحادگرای دموکراتیک (DUP) قرار گرفت، که او به صورت مخفیانه به کلیسای پروتستان آزاد اولستر می‌رفت. او گفت: «[پیزلی] حضور باشکوهی داشت و تماشای او که آموزه‌های کتاب مقدس را به شیوه ای تهاجمی انجیلی توضیح می‌داد، باورنکردنی بود… این برای من بازیگری بود. اما همچنین نوعی بازیگری فوق‌العاده و هیجان‌انگیز.» در سال ۱۹۷۱، قبل از اینکه برای کار در کارخانه آبجوسازی گینس ترک کند، به یک دوره فیزیک و علوم کامپیوتر در دانشگاه کوئینز بلفاست پیوست. در کوئینز، او استعدادی برای فوتبال کشف کرد و توسط شان توماس در باشگاه فوتبال بوهمیان مشاهده شد. یک جلسهٔ آزمایشی باشگاهی در دوبلین برگزار شد و نیسون یک بازی به عنوان یار تعویضی در مقابل باشگاه فوتبال شامروک روورز انجام داد، اما به او پیشنهاد قرارداد ندادند.

## زندگی هنری

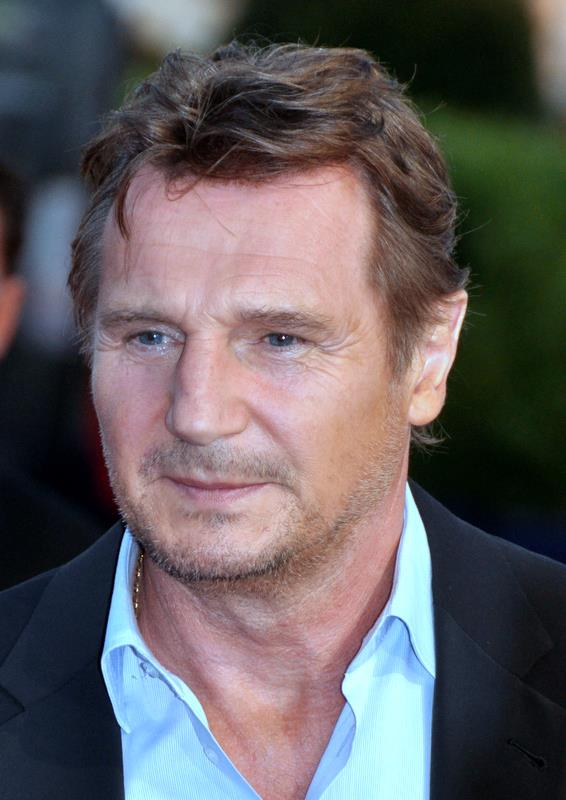
لیام نیسون در سال ۲۰۱۲

او مدت زمان زیادی را به عنوان معلم در کالج سنت مری در نیوکاسل فعالیت کرده‌است. با این حال در سال ۱۹۷۶ او در تئاتر نمایشی بلفاست حضور یافت و اولین فعالیت حرفه‌ای اش را در نمایش مردم برخاسته، به ثبت رساند. نیسون بعد از دو سال به تئاتر دوبلین ابی پیوست، جایی که در آنجا نقش‌های کلاسیک بازی می‌کرد. در آنجا بود که نظر کارگردانی به نام جان بورمن را جلب کرد و در فیلم اکس کالیبور محصول ۱۹۸۱، نقش سر گوین به او داده شد که این نقش، اولین کار جدی سینمایی وی محسوب می‌شود.
نیسون بیشتر به خاطر ایفای نقش اسکار شیندلر در فیلم فهرست شیندلر (۱۹۹۳) ساخته استیون اسپیلبرگ شهرت دارد همچنین وی در اقتباسی از بینوایان یکی از ماندگارترین نقش‌های ژان والژان را ایفا کرده‌است.
از دیگر فیلم‌های معروف او می‌توان به مرد تاریکی (۱۹۹۰)، مایکل کولین (۱۹۹۶)، جنگ ستارگان اپیزود اول: تهدید شبح (۱۹۹۹)، کینزی (۲۰۰۴)، بتمن آغاز می‌کند (۲۰۰۵)، ربوده شده (۲۰۰۸)، ناشناس (۲۰۱۱)، خاکستری (۲۰۱۲) و سکوت (۲۰۱۶) ساخته مارتین اسکورسیزی اشاره کرد.

## جوایز و افتخارات
در سال ۲۰۰۰، به نیسون «افتخار آزادی شهر بالیمنا» از بالیمنا شورای بارو پیشنهاد شد، اما به دلیل مخالفتی از سوی اعضای حزب اتحادگرای دموکراتیک در مورد نظر او که گفته بود او در حال رشد به عنوان یک کاتولیک در آن شهر خودش را همانند یک «شهروند درجه دوم» احساس می‌کرد، او جایزه را به دلیل تنش رد کرد. در پی این جنجال، نیسون نامه‌ای به شورا نوشت و در آن بیان کرد. «من همیشه به تربیت و ارتباط با شهر و کشورم که در هر فرصتی به ترویج آن ادامه خواهم داد، مفتخر خواهم ماند. در واقع، من حمایت پایدار از سوی تمام بخش‌های جامعه در بالیمنا در طول این سال‌ها را به‌عنوان شناخت کافی برای هر موفقیتی که ممکن است به عنوان یک بازیگر به دست آورده باشم، می‌دانم.» متعاقباً، در ۲۸ ژانویه ۲۰۱۳، نیسون در مراسمی نشان «آزادی بارو» را از شورای شهر بالیمنا دریافت کرد.
نیسون توسط ملکه الیزابت دوم در سال ۲۰۰۰ به عنوان افسر والا مقام امپراتوری بریتانیا (OBE) منصوب شد. صندوق ایرلند آمریکا از نیسون با جایزه هنرهای نمایشی خود به دلیل تمایز بزرگی که در جشن شام سال ۲۰۰۸ در شهر نیویورک برای ایرلند به ارمغان آورد تجلیل کرد. در سال ۲۰۰۹، در مراسمی در نیویورک، دکترای افتخاری توسط دانشگاه کوئینز بلفاست به نیسون اعطا شد. در ۹ آوریل ۲۰۱۶ جایزهٔ مشارکت برجسته در سینما توسط مایکل دی هیگینز رئیس‌جمهور ایرلند و از سوی آکادمی فیلم و تلویزیون ایرلند (IFTA) در خانه عمارت دوبلین به او اعطا شد. نیسون در سال ۲۰۱۷ توسط شرکت بریتانیایی ریچ‌توپیا در رتبه ۷۴ در فهرست ۲۰۰ نیکوکار و کارآفرین اجتماعی تأثیرگذار در سراسر جهان قرار گرفت. او در ژانویه ۲۰۱۸ جایزهٔ خدمات برجسته را برای جایزهٔ ایرلندی در خارج از کشور از مایکل دی هیگینز، رئیس‌جمهور ایرلند، که این جایزه را «برای ایرلندی‌های خارج از کشور که به بشریت کمک می‌کنند» توصیف کرد، دریافت کرد.

## زندگی شخصی
نیسون در اوایل دهه ۱۹۸۰ با بازیگر هلن میرن زندگی می‌کرد. آن‌ها هنگام همکاری در فیلم اکس‌کالیبور (۱۹۸۱) با یکدیگر آشنا شدند. نیسون در مصاحبه‌ای با جیمز لیپتون در برنامه درون اکتورز استودیو گفت که میرن نقش مهمی در پیدا کردن یک مدیر برنامه برای او داشت. او حدوداً نه ماه بین سال‌های ۱۹۹۱ تا ۱۹۹۲ با باربارا استرایسند رابطه داشت.
او سرانجام با ناتاشا ریچاردسون، بازیگر تئاتر و سینمای آمریکا و بریتانیا در سال ۱۹۹۴ ازدواج کرد. آن‌ها یک زوج ایدئال بودند. در ۱۵ سال زندگی آن‌ها هیچ رسوایی و شایعه‌ای ایجاد نشد. در سال ۱۹۹۵ اولین پسرشان مایکل به دنیا آمد. در سال بعد دومین پسرشان دنیل به دنیا آمد. در سال ۲۰۰۹ ریچاردسون در پیست اسکی دچار ضربه مغزی شد. لیام تا آخرین لحظه در بیمارستان در کنار او بود تا اینکه همسرش از دنیا رفت. وی اعضای بدن همسرش را اهدا کرد.
پس از درگذشت ریچاردسون، نیسون به مدت دو سال با فرِیا سنت جانستون رابطه داشت. او از زمان جدایی‌شان دیگر وارد رابطه‌ای نشده و در سال ۲۰۲۴ گفته بود که «از همهٔ این مسائل گذشته‌ام.»